# 톰 네이겔
톰 네이겔(Tom Nagel, 1980년 10월 27일 ~ )은 미국의 배우, 영화 감독, 영화 프로듀서이다.
클리블랜드에서 태어났다.

## 영화
- 악령의 캠핑카 (2018년)
- 클라운 타운 (2016년)
- 아포칼립스 (2007년)
- 보물섬의 해적들 (2006년)
- 도살자 (2006년) - 아담 역
- 드라큐라의 저주 (2006년)
- 졸리 로저 - 커트 코브 대학살 (2005년) - 알렉스 역
- 비스트 오브 브레이 로드 (2005년)